# Fußball-Club Bayern München Basketball 2017-2018
Questa voce raccoglie le informazioni riguardanti il Fußball-Club Bayern München Basketball nelle competizioni ufficiali della stagione 2017-2018.

## Stagione
La stagione 2017-2018 del Fußball-Club Bayern München Basketball è la 17ª nel massimo campionato tedesco di pallacanestro, la Basketball-Bundesliga.

## Roster
Aggiornato al 14 luglio 2018.
| Bayern München 2017-18 | Bayern München 2017-18 |
| Giocatori              | Staff tecnico          |
| ---------------------- | ---------------------- |

| N. | Naz.                                                  | Ruolo | Nome             | Anno | Alt.   | Peso   |  |
| -- | ----------------------------------------------------- | ----- | ---------------- | ---- | ------ | ------ |  |
| 3  | Stati Uniti (bandiera)                                | P     | Braydon Hobbs    | 1989 | 196 cm | 84 kg  |  |
| 5  | Germania (bandiera)                                   | P     | Georg Beyschlag  | 1997 | 180 cm | 76 kg  |  |
| 7  | Germania (bandiera)                                   | AP    | Alex King        | 1985 | 200 cm | 100 kg |  |
| 9  | Stati Uniti (bandiera)                                | G     | Jared Cunningham | 1991 | 195 cm | 85 kg  |  |
| 10 | Bosnia ed Erzegovina (bandiera)                       | PG    | Amar Gegić       | 1998 | 199 cm | 89 kg  |  |
| 11 | Serbia (bandiera)                                     | A     | Vladimir Lučić   | 1989 | 200 cm | 95 kg  |  |
| 13 | Serbia (bandiera)                                     | AG    | Milan Mačvan     | 1989 | 206 cm | 107 kg |  |
| 14 | Bosnia ed Erzegovina (bandiera) · Germania (bandiera) | GA    | Nihad Đedović    | 1990 | 196 cm | 86 kg  |  |
| 15 | Stati Uniti (bandiera)                                | G     | Reggie Redding   | 1988 | 193 cm | 95 kg  |  |
| 16 | Serbia (bandiera)                                     | P     | Stefan Jović     | 1990 | 198 cm | 94 kg  |  |
| 22 | Germania (bandiera)                                   | AC    | Danilo Barthel   | 1991 | 208 cm | 100 kg |  |
| 25 | Slovacchia (bandiera) · Germania (bandiera)           | G     | Anton Gavel (C)  | 1984 | 189 cm | 87 kg  |  |
| 26 | Austria (bandiera)                                    | A     | Marvin Ogunsipe  | 1996 | 204 cm | 97 kg  |  |
| 31 | Stati Uniti (bandiera)                                | C     | Devin Booker     | 1991 | 205 cm | 113 kg |  |
| 33 | Germania (bandiera)                                   | C     | Maik Zirbes      | 1990 | 207 cm | 115 kg |  |
| 35 | Germania (bandiera)                                   | GA    | Karim Jallow     | 1997 | 198 cm | 90 kg  |  |

| Allenatore |
| - Aleksandar Đorđević (fino al 29 marzo) - Dejan Radonjić (dal 2 aprile)                                                                                        |
| Assistente/i |
| - Goran Bjedov (fino al 29 marzo) - Philipp Köchling - Emir Mutapčić - Oliver Kostić (dal 2 aprile) Legenda - (C) Capitano - (IN) Inattivo - Infortunato Roster |

## Mercato

### Sessione estiva
| Acquisti | Acquisti         | Acquisti         | Acquisti          | Acquisti |
| R.       | Nome             | da               | Modalità          |          |
| -------- | ---------------- | ---------------- | ----------------- | -------- |
| P        | Braydon Hobbs    | Ulma             | definitivo        |          |
| P        | Stefan Jović     | Stella Rossa     | definitivo        |          |
| G        | Jared Cunningham | Jiangsu M. Kings | definitivo        |          |
| AG       | Milan Mačvan     | Olimpia Milano   | definitivo        |          |
| C        | Ondřej Balvín    | Estudiantes      | fine prestito     |          |
| C        | Maik Zirbes      | Maccabi Tel Aviv | riscatto prestito |          |

| Cessioni | Cessioni          | Cessioni          | Cessioni       | Cessioni |
| R.       | Nome              | a                 | Modalità       |          |
| -------- | ----------------- | ----------------- | -------------- | -------- |
| PG       | Nick Johnson      | Austin Spurs      | fine contratto |          |
| G        | Bryce Taylor      | Bamberger         | fine contratto |          |
| AG       | Maximilian Kleber | Dallas Mavericks  | fine contratto |          |
| C        | Ondřej Balvín     | Gran Canaria      | rescissione    |          |
| C        | Dejan Kovačević   | s.Oliver Wurzburg | fine contratto |          |